# Silvio Di Gennaro
Silvio Di Gennaro (Civitavecchia, 20 marzo 1919 – 1983) è stato un calciatore e allenatore di calcio italiano, di ruolo terzino sinistro.

## Caratteristiche tecniche
Il giornalista Arturo Collana l'ha definito "terzino onnipresente, poderoso e buon colpitore"..

## Carriera
Giocò in Serie A con Bari, Venezia ed Alessandria, totalizzando 235 presenze senza reti.
Esordì in massima serie il 12 settembre 1937 nella partita Bari-Torino (0-0).

## Palmarès

### Giocatore

#### Competizioni nazionali
- Coppa Italia: 1

Venezia: 1940-1941